# M. Pokora

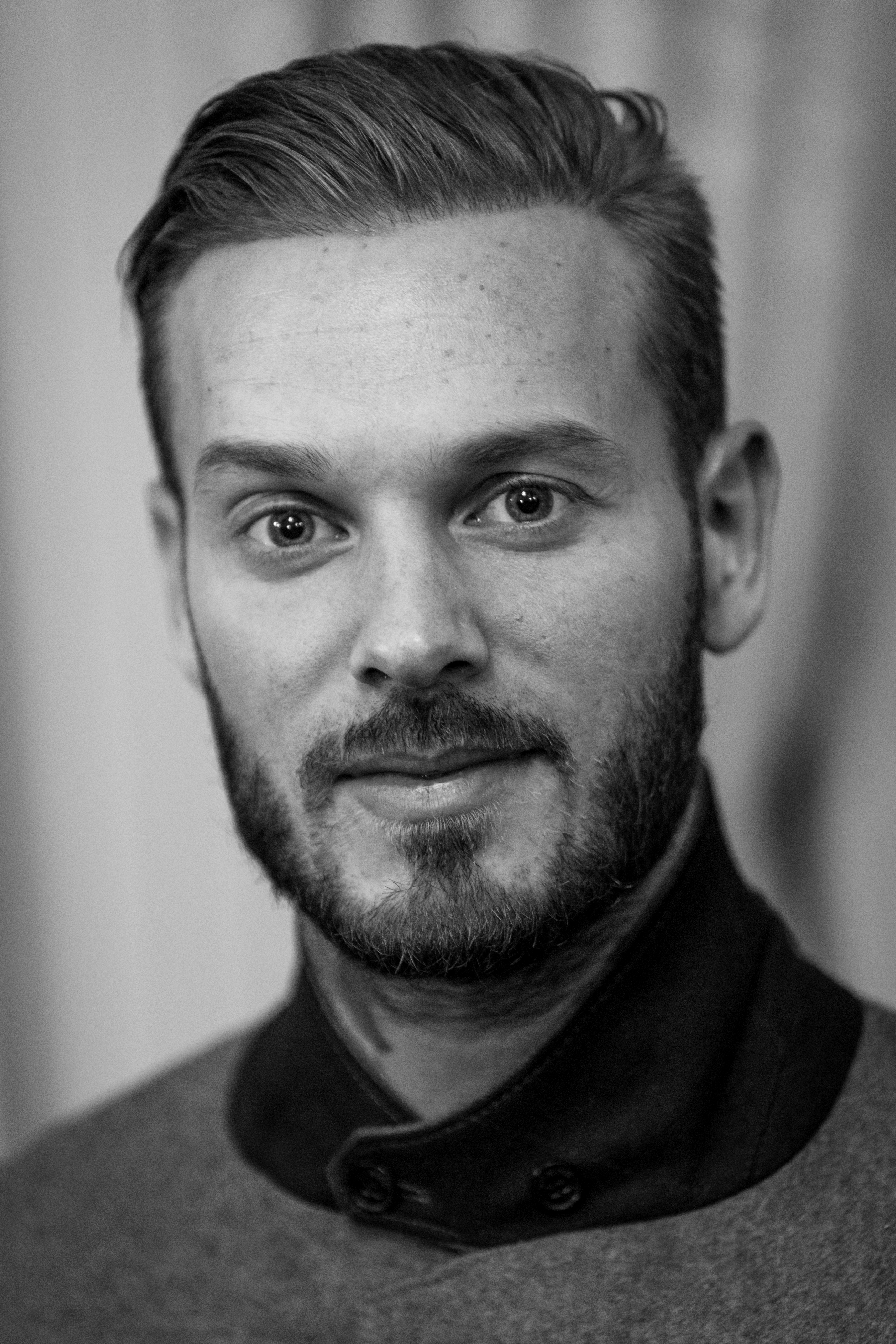
M. Pokora (2014)

M. Pokora of Matt Pokora, artiestennaam van Matthieu Tota (Strasbourg, 26 september 1985), is een Frans singer-songwriter, componist, danser en acteur. Pokora werd in de jaren 2000 bekend als lid van de boyband Linkup. Na die periode werd hij een succesvol solozanger in de Franstalige landen, alhoewel hij ook een korte tijd internationaal actief was in het Engels.

## Biografie
In 2003 won hij met de groep Linkup het derde seizoen van de show Popstars. Na met de groep een eerste album, Notre étoile, te hebben uitgebracht, ging hij verder als soloartiest. Hij bracht in 2004 zijn eerste soloalbum uit, getiteld M. Pokora. Daarna verschenen Player (2006), MP3 (2008), Mise à jour (2010), À la poursuite du bonheur (2012), Robin des bois (2014) en R.E.D. (2015).
In 2011 won Pokora het eerste seizoen van de show Danse avec les stars (de Franse versie van Dancing with the Stars). Bij het vijfde seizoen van die show, in 2014, was hij actief als jurylid.

## Privé
Vanaf augustus 2017 leeft hij samen met de Amerikaanse zangeres Christina Milian, met wie hij twee kinderen heeft.
- Bibliothèque nationale de France: cb14579768r (data)
- Gemeinsame Normdatei: 135475678
- International Standard Name Identifier: 0000 0001 2022 2784
- Library of Congress Control Number: n2007042618
- MusicBrainz: 7cf0d208-4232-4a56-a83b-3f28b2dd88cd
- Nationale Bibliotheek van Tsjechië: xx0134470
- Système universitaire de documentation: 08348924X
- Virtual International Authority File: 22387180
- WorldCat: E39PBJpJcbRHCPVHr8QMBQW4bd